# Plassac-Rouffiac
Plassac-Rouffiac ist eine westfranzösische Gemeinde mit 379 Einwohnern (Stand 1. Januar 2022) im Département Charente in der Region Nouvelle-Aquitaine.

## Lage und Klima
Plassac-Rouffiac liegt etwa 21 km (Fahrtstrecke) südwestlich von Angoulême in der Kulturlandschaft des Angoumois in der südlichen Charente in einer Höhe von etwa 130 m. Das Klima wird in hohem Maße vom Atlantik dominiert; Regen (ca. 875 mm/Jahr) fällt übers Jahr verteilt.

## Bevölkerungsentwicklung
| Jahr                       | 1800 | 1851 | 1901 | 1954 | 1999 | 2017 |
| Einwohner                  | 425  | 615  | 382  | 286  | 321  | 401  |
| Quellen: Cassini und INSEE |      |      |      |      |      |      |

Infolge der Reblauskrise im Weinbau und der Mechanisierung der Landwirtschaft sank die Einwohnerzahl seit der 2. Hälfte des 19. Jahrhunderts kontinuierlich auf die Tiefststände in den 1960er und 1970er Jahren. Durch die Nähe zur Stadt Angoulême und der deutlich geringeren Immobilienpreise auf dem Land hat sich die Bevölkerungszahl der Gemeinde in den letzten Jahren wieder leicht erhöht.

## Wirtschaft
Die Einwohner der Gemeinde lebten jahrhundertelang als Selbstversorger von der Landwirtschaft; aber auch die Herstellung von Papier spielte seit dem ausgehenden Mittelalter bis ins 19. Jahrhundert hinein eine nicht unwichtige Rolle. Die Böden der Gemeinde gehören zu den Fins Bois des Weinbaugebietes Cognac, doch werden auch „normale“ Weine produziert.

## Geschichte
Der Ort lag am Chemin Boisné, einer antiken Römerstraße, die Saintes (Mediolanum Santonum)und Périgueux (Vesunna) miteinander verband. Im Jahr 1845 schlossen sich die Nachbargemeinden Plassac und Rouffiac zu einer Gemeinde zusammen.

## Sehenswürdigkeiten

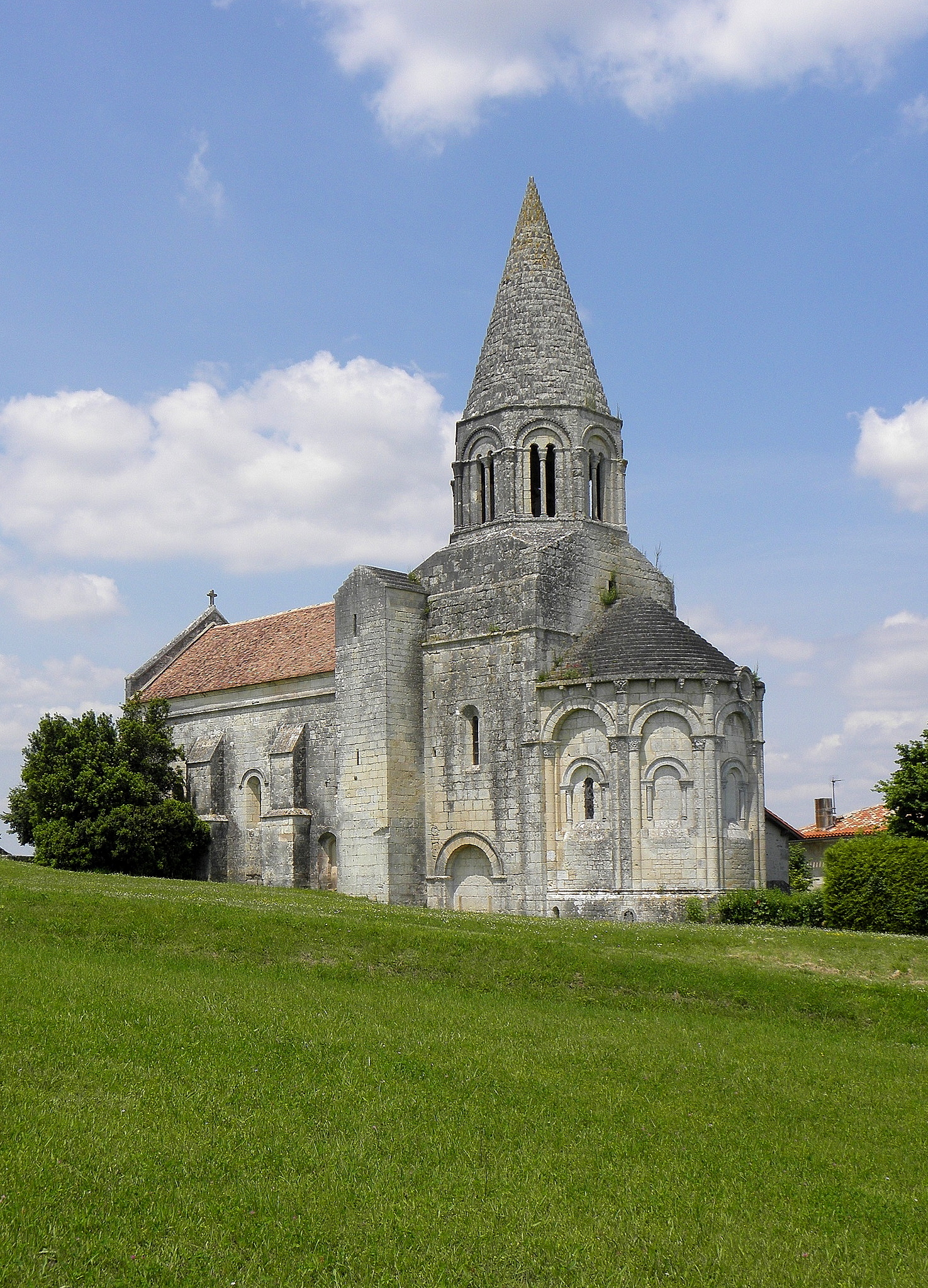
Plassac – Kirche Saint-Cybard

- Die romanische Pfarrkirche Saint-Cybard des Ortsteils Plassac zählt zu den architektonischen Schmuckstücken der mittelalterlichen Architektur der Charente; sie ist dem Eremiten Cybard von Angoulême geweiht, der sich im 6. Jahrhundert bei Angoulême niederließ. Die durch vorgelegte Halbsäulen mit aufruhenden Arkadenbögen gegliederte halbrunde Apsis schließt mit einem Konsolenfries und ist mit Steinschindeln (lauzes) gedeckt. Der im unteren Teil quadratische, später dann oktogonale Vierungsturm schließt mit einem kegelförmigen Steinhelm mit Schindelimitationen. Die Außenwände des Kirchenschiffs und die Südwestecke der Fassade wurden im 15./16. Jahrhundert durch mächtige Strebepfeiler statisch gesichert. Die Westfassade zeigt im unteren Teil das für Kirchenbauten der Charente so typische Triumphbogenschema mit seitlichen Blendportalen; darüber verläuft eine fünfbogige Blendarkadenreihe mit eingestellten Säulchen. Eine dreiteilige Bogenstellung mit kleinem Mittelfenster und darüber befindlichem Konsolenfries leitet über vom Fassaden- zum ungegliederten und ungeschmückten Giebelbereich. Das einschiffige spitztonnengewölbte Innere bietet – neben einer handwerklich exakten Maurerarbeit – ein überaus reichhaltiges Kapitelldekor und eine kryptaartige Kapelle unter dem Ostteil der Kirche. Die Apsis selbst ist mit einer neunbogigen Arkadenstellung mit vor- und eingestellten Säulen und einem darüber verlaufenden Konsolenfries und reliefierten Metopenfeldern überaus reich gestaltet; in der Apsiskalotte befindet sich ungewöhnlicherweise ein Oculusfenster. Der Bau ist seit dem Jahr 1862 als Monument historique[1][2] anerkannt. Hinter dem Altar der Unterkirche steht eine ca. 80 cm hohe Muttergottesstatue aus dem frühen 17. Jahrhundert, die im Jahr 1911 gesondert unter Schutz gestellt wurde.[3]

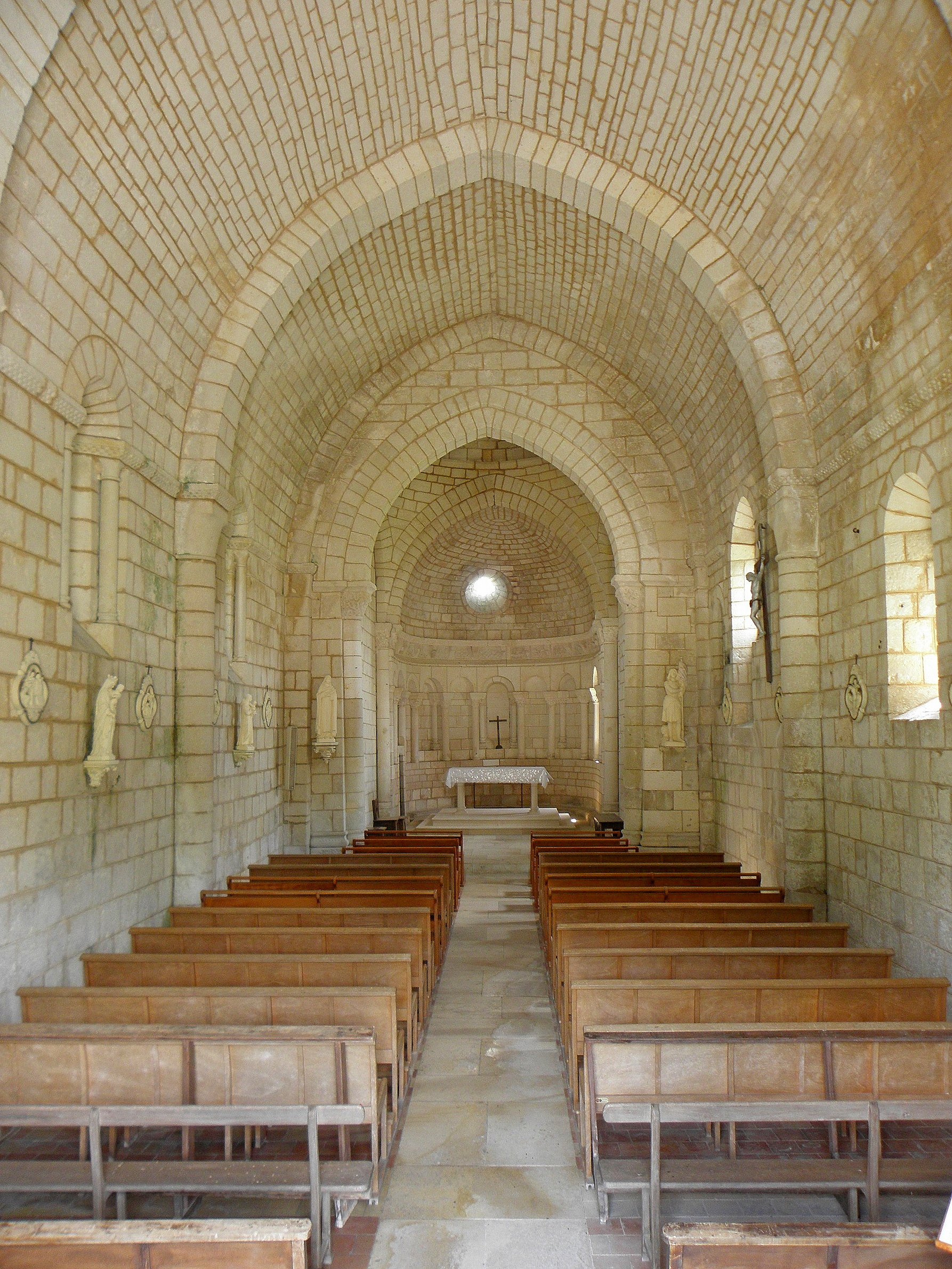
Kirchenschiff
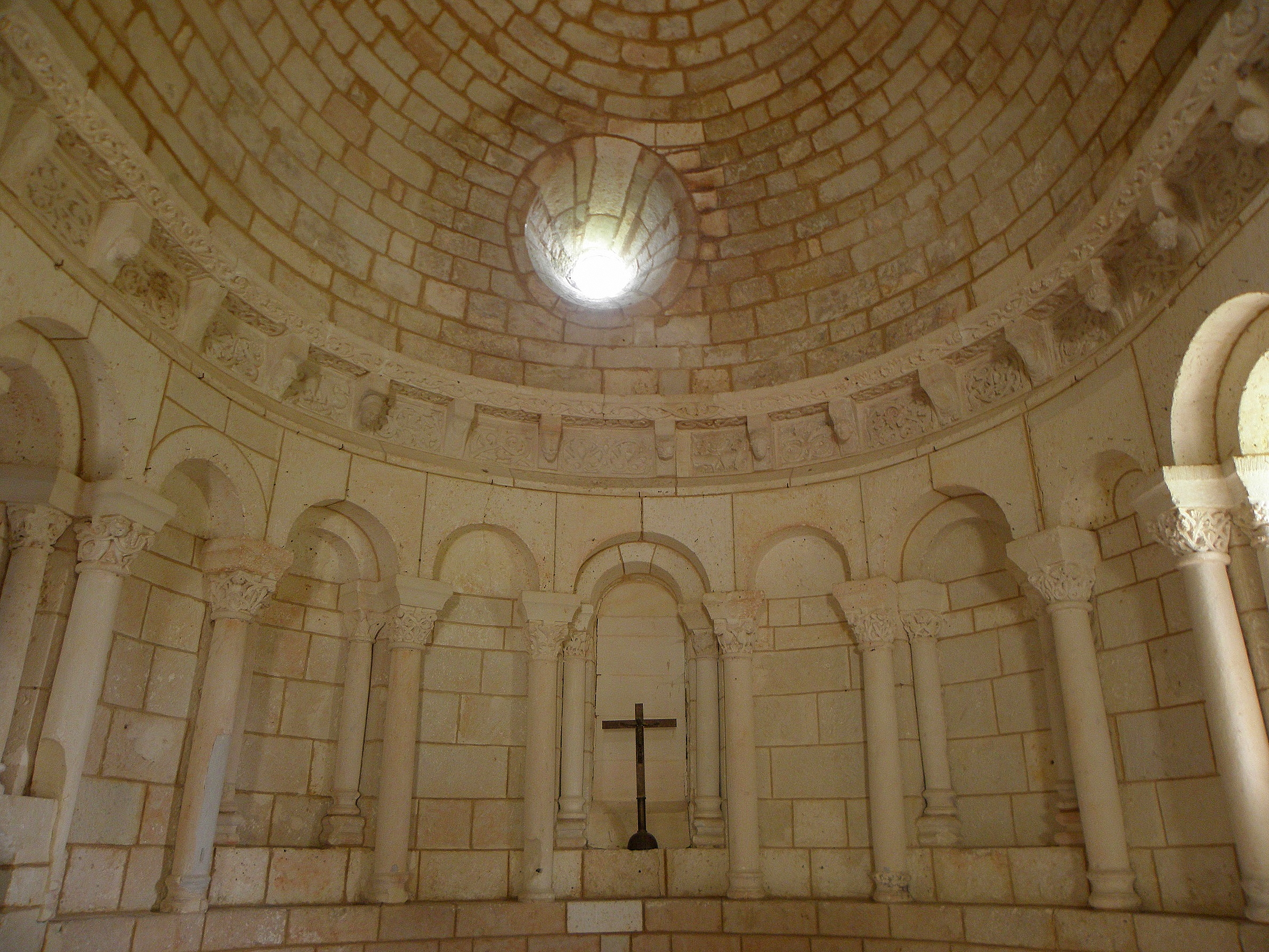
Apsisgliederung
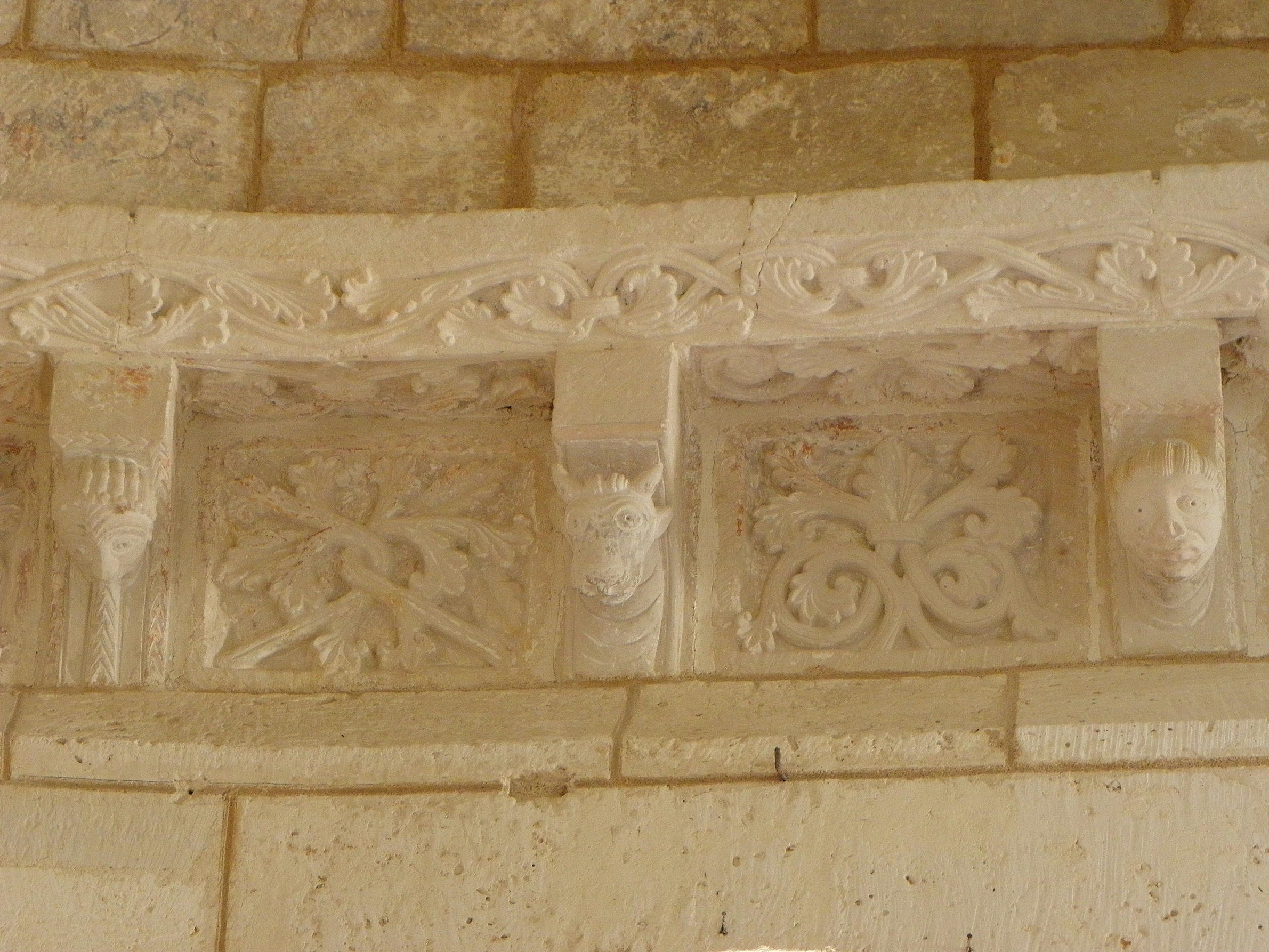
Apsisgliederung (Detail)
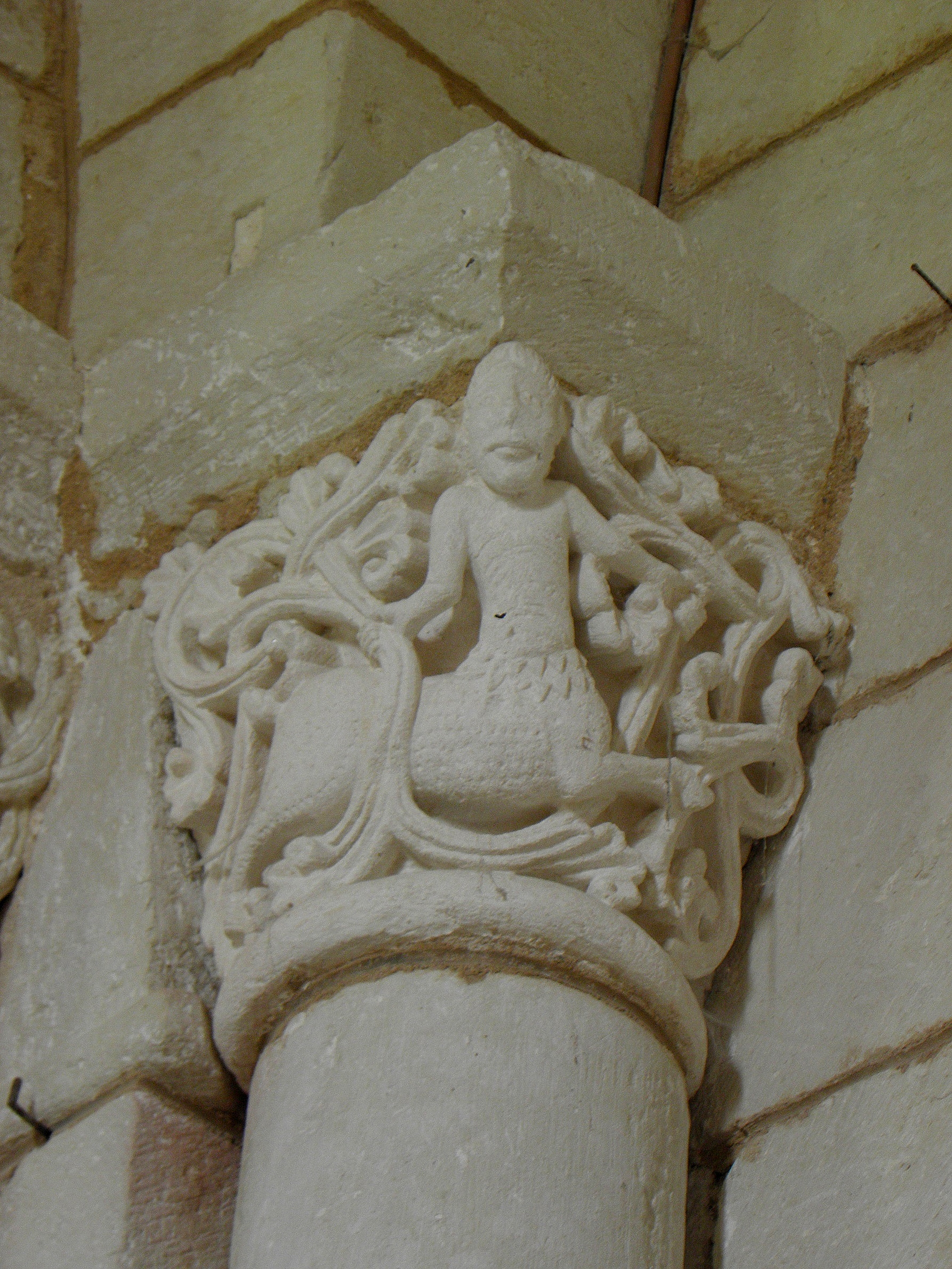
Zentaurenkapitell
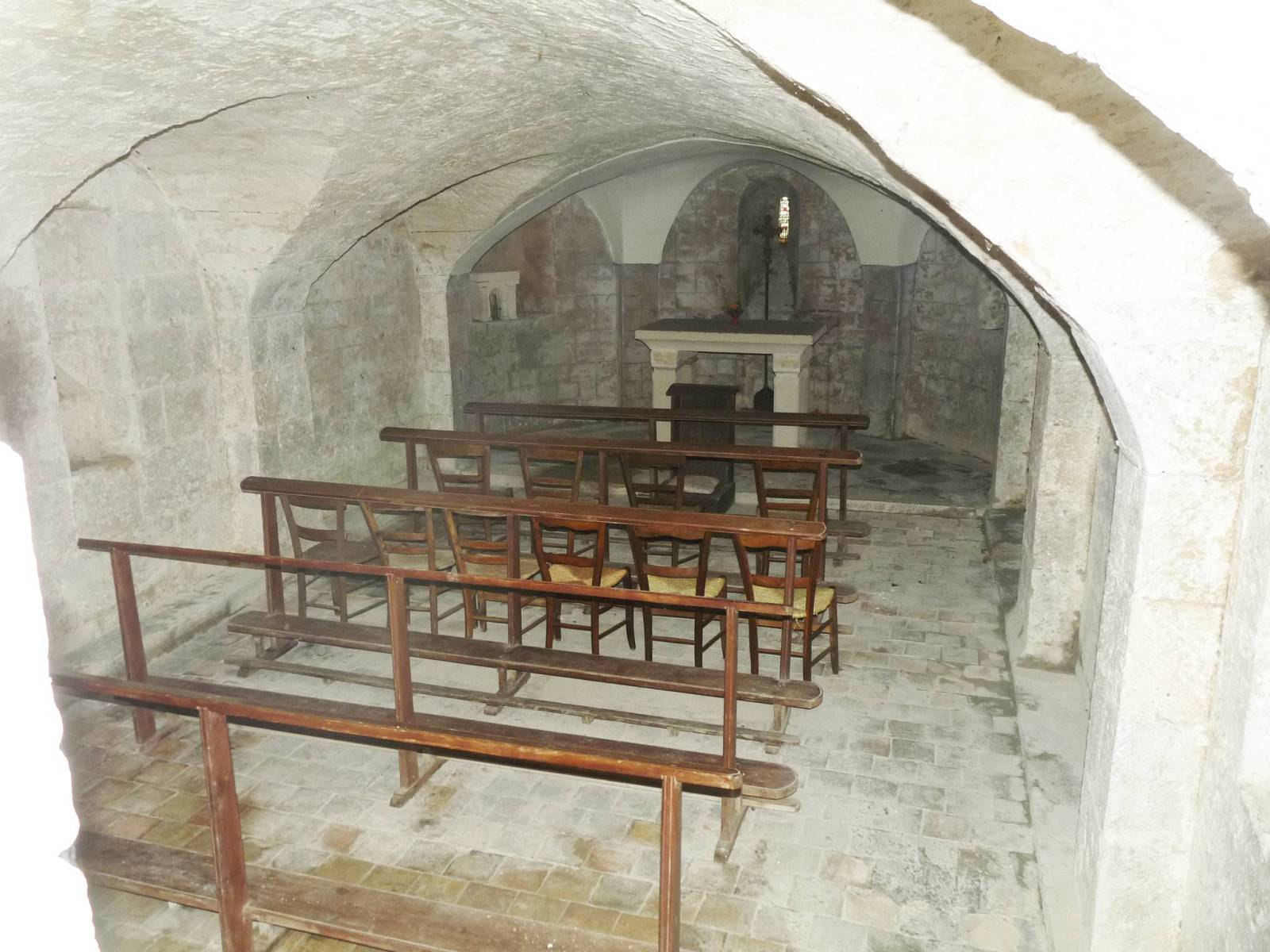
Unterkirche

- Die Kirche von Rouffiac ist ein kleiner kapellenartiger Bau aus dem 12. Jahrhundert mit einem Eingang auf der Südseite und einem Glockengiebel über der schlichten Westfassade.